# Wallburg Kegelriss
Die Wallburg Kegelriss, auch Burg Ehrenstetten genannt, ist eine abgegangene Höhenburg auf einem Bergrücken 2600 Meter südöstlich des Ortsteils Ehrenstetten der Gemeinde Ehrenkirchen im Landkreis Breisgau-Hochschwarzwald in Baden-Württemberg.
Die ehemalige Befestigung war eine trapezförmige geschlossene Ringwallanlage von der noch Teile des Walls erhalten sind. Funde datieren sie in die Latènezeit.  Der Wall umschließt eine Fläche von etwa 16ha. Teilweise wird sie noch von einem gut erhaltenen Graben umgeben. Im Wall  wurde ein Mauerbau in Holz-Erde-Technik nachgewiesen. In der Mauerfront waren in regelmäßigen Abständen mächtige senkrechte Pfosten eingelassen und mit hölzernen Balken und Querankern verbunden. Hinter dieser Front wurde der Wall mit Erde und Gneisverwitterungsschutt aufgefüllt. Archäologische Untersuchungen ergaben, dass in der Anlage eine keltische Siedlung von etwa 6 ha lag, zahlreiche Funde datieren sie in die Zeit zwischen ca. 150–80 vor Chr.